# Бенджамін Кремаскі
Бенджамін Кремаскі (англ. Benjamin Cremaschi, нар. 2 березня 2005, Маямі) — американський футболіст аргентинського походження, півзахисник клубу «Інтер» (Маямі) та національної збірної США.

## Клубна кар'єра
Бенджамін Кремаскі народився 2005 року в місті Маямі. Розпочав займатися футболом у юнацькі команді футбольного клубу «Кі-Біскейн», пізніше продовжував заняття вшколах клубів «Вестон» та «Інтер» (Маямі). У дорослому футболі дебютував 2023 року виступами за команду «Інтер» (Маямі), станом на липнень 2024 року зіграв у її складі 42 матчі в чемпіонаті.

## Виступи за збірні
Незважаючи на те, що Бенджамін Кремаскі має аргентинське походження, та викликався до юнацьких збірних Аргентини, і 2022 року дебютував у складі юнацької збірної США, загалом на юнацькому рівні взяв участь у 3 іграх, відзначившись 2 забитими голами.
2023 року дебютував у складі національної збірної США в товариському матчі зі збірною Оману. Також у складі олімпійської збірної США Кремаскі брав участь у літніх Олімпійських іграх 2024 року, на яких американська олімпійська збірна вийшла до чвертьфіналу, де поступилася збірній Марокко з рахунком 0-4.